# دالاس اسنتر (آیووا)
دالاس اسنتر (به انگلیسی: Dallas Center) شهری در ایالت آیووا کشور ایالات متحده آمریکا است که جمعیت آن در سرشماری سال ۲۰۱۰ میلادی، ۱٬۶۲۳ نفر بوده‌است.